# Panicum graniflorum
Panicum graniflorum är en gräsart som beskrevs av Otto Stapf. Panicum graniflorum ingår i släktet vipphirser, och familjen gräs. Inga underarter finns listade i Catalogue of Life.